# Xestospongia tuberosa
Xestospongia tuberosa är en svampdjursart som beskrevs av Gustavo Pulitzer-Finali 1993. Xestospongia tuberosa ingår i släktet Xestospongia och familjen Petrosiidae. Inga underarter finns listade i Catalogue of Life.